# 瓦尔布伦博
瓦尔布伦博（義大利語：Valbrembo），是意大利贝加莫省的一个市镇。总面积3.66平方公里，人口3661人，人口密度1000.3人/平方公里（2009年）。国家统计（ISTAT）代码为016224。